# Kúki ningjó
A Kúki ningjó (japán írással 空気人形, jelentése: levegőbaba) egy mangasorozaton alapuló, 2009-ben bemutatott japán film Koreeda Hirokazu rendezésében. A történet középpontjában egy életre kelő guminő áll.

## Cselekmény
|  | Alább a cselekmény részletei következnek! |

Egy Hideo nevű férfi egy olcsó szexuális segédeszközként beszerzett guminővel él együtt: öltözteti, kerekesszékben sétálni viszi, beszél hozzá, Nozominak nevezi, és rendszeresen „szeretkeznek” is. Egy nap a baba váratlanul életre kel: szíve keletkezik, mozogni és beszélni kezd, de teste továbbra is levegővel van felfújva, még igazi árnyéka sincs, a fények átderengenek rajta. Amikor Hideo látja, mozdulatlanná dermed, és úgy viselkedik, mintha nem kelt volna életre, ám amikor a férfi nincs otthon, felöltözik, kimegy a városba és ismerkedik a körülötte levő világgal.
Egyszer betéved egy videókölcsönzőbe, ahol beleszeret az egyik alkalmazottba, Dzsunicsibe. A lányt is felveszik dolgozónak, de nem túl ügyesen végzi a munkáját, semmilyen filmet nem ismer, amiről a vevők érdeklődnek. Sok jelenet csak arról szól, hogy megy a városban, szemlélődik, emberekkel beszél, és gondolkodik azon, milyen érzés csak egy játékszernek, valakinek a pótlékának lenni. Erről az őt egykor készítő emberrel is elbeszélget.
Egyszer munka közben valami hegyes tárgy véletlenül kilyukasztja a kezét, így a levegő elkezd belőle kiáramlani. Dzsunicsi észreveszi, megragasztja és a hasán található szelepen keresztül szájjal felfújja. Később kettejük között különös szexuális együttlétre kerül sor: a pár meztelenül fekszik egy ágyban, a fiú pedig hol leereszti a levegőt a babából, hol pedig felfújja. Ettől kimerülve hamarosan elalszik, de ekkor Nozomi, aki azt kezdi hinni, hogy a fiú is levegőbaba, ki akarja belőle ereszteni a levegőt, de nem talál rajta szelepet, ezért felvágja a hasát. A vérző Dzsunicsi hamarosan meghal, holttestét egy zsákba csomagolva a szemétbe helyezi, majd elkeseredésében saját magát is leereszti.
|  | Itt a vége a cselekmény részletezésének! |

## Szereplők
- Pe Duna ... Nozomi, a guminő
- Iura Arata ... Dzsunicsi
- Itao Icudzsi ... Hideo, Nozomi „tulajdonosa”
- Takahasi Maszaja ... öregember
- Odagiri Dzsó ... babakészítő

## Díjak és jelölések
| 2010 | Ázsiai filmdíj                    | Legjobb színésznő                 | Pe Duna          | Jelölés  |
| 2009 | Chicagói Nemzetközi Filmfesztivál | Arany Hugó a legjobb játékfilmnek |                  | Jelölés  |
| 2009 | Cannes-i filmfesztivál            | Un Certain Regard                 |                  | Jelölés  |
| 2010 | Fantáziafilm-fesztivál            | AQCC-díj                          | Koreeda Hirokazu | Elnyerte |
| 2010 | Japán Filmakadémia díja           | Legjobb színésznő                 | Pe Duna          | Jelölés  |